# Asamblea Departamental del Cesar
La Asamblea Departamental del Cesar (llamada también "Duma Departamental") es una corporación gubernamental del Departamento de Cesar, Colombia.
Está compuesta en la actualidad por 11 diputados, quienes representan el poder legislativo autónomo a nivel regional. Los miembros fueron elegidos en su totalidad por voto universal en octubre de 2011, y ejercen sus funciones desde el 1 de enero de 2016 hasta el 31 de diciembre de 2019. Tras las elecciones regionales de octubre de 2019, los próximos diputados electos asumirán funciones el primero de enero de 2020.
La sede de la Asamblea Departamental está ubicada en la plazoleta de la Gobernación del Cesar o 'Plaza Alfonso López Michelsen' en la ciudad de Valledupar.

## Historia
El origen de la Asamblea de Cesar data desde la creación del departamento del Cesar, el 21 de diciembre de 1967 tras separarse del departamento del Magdalena.

## Funciones
Son funciones de las asambleas:
1. Votar el presupuesto de rentas y gastos para cada año.
2. Conceder privilegios cuando se trate de inventos útiles, o de vías públicas; en este último caso se necesita de la aprobación del gobierno nacional, cuando la obra interese a más de un departamento.
3. Establecer y organizar los impuestos que se necesiten para atender a los gastos de la administración pública, con arreglo al sistema tributario nacional, pero sin gravar artículos que sean materia de impuestos de la nación, a menos que para hacerlo se les dé facultad expresa por la ley
4. La facultad de decretar pensiones de jubilación a los maestros y maestras de escuelas oficiales que hubieren servido por el tiempo que las mismas asambleas podrán determinar, y que no será menor de quince años.

### Periodos de sesiones
La ley 617 de 2000 establece en su artículo 29 los periodos de las sesiones de las Asambleas Departamentales, las cuales sesionaran durante seis meses en forma ordinaria, así:
- El primer período será: En el primer año de sesiones, del 2 de enero posterior a su elección, al último día del mes de febrero del respectivo año.

En el segundo, tercer y cuarto año de sesiones, el primer período será el comprendido entre el primero de marzo y el treinta de abril; el segundo período será del primero de junio al último día de julio. El tercer período será del primero de octubre al treinta de noviembre. La asamblea puede sesionar igualmente durante un mes al año de forma extraordinaria que se remunerará proporcionalmente al salario fijado